# Plistarco
Plistarco (griego antiguo Πλείσταρχος), rey de Esparta (480 a. C.-458 a. C.), perteneciente a la familia de los Agíadas.
Hijo de Leónidas I y de Gorgo, hija de Cleómenes I. Heredó el trono en 480 a. C., tras la muerte de su padre en la batalla de las Termópilas. No teniendo edad para reinar, Pausanias aseguró la regencia de su primo al principio de su reinado. Murió en Esparta el año 458 a. C. sin que su reinado destacara tanto como el anterior de su padre.